# Lena Katina

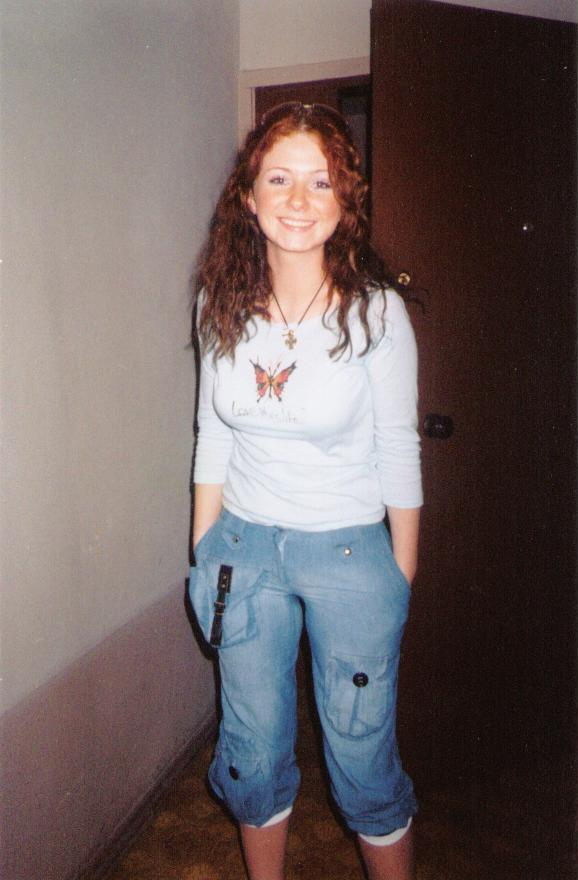
Lena Katina în 2003.

Lena Sierghieievna Katina (rusă Елена Сергеевна Катина, n. 4 octombrie 1984 în Moscova) este o cântăreață rusă cunoscută din duetul pop t.A.T.u.

## Lena inainte de t.A.T.u.
Lena Katina inainte de t.A.T.u. a cantat in grupuri de copii 
ca Neposedi.A fost un casting pentru trupa t.A.T.u. iar atunci 
Lena a renuntat la acest grup pentru trupa alaturi de Iulia.

## Cariera solo
După succesul avut cu t.A.T.u. , cele două rusoaice Lena și Iulia s-au despărțit , fiecare având propria carieră solo . Lena Katina a înregistrat o mulțime de melodii și cover-uri .
În luna august a anului 2011 a lansat și primul videoclip pentru melodia 'Never Forget'
care este o continuare a videoclipului 'Snowfalls' de la t.A.T.u. . A făcut o mulțime de colaborări muzicale cu artiști : "October & April" feat. The Rasmus - 2006 , "Guardian Angel" feat. Abandon All Ships - 2010 , "Tic-Toc" feat. Belanova în 2011 , "Melody" feat. Clark Owen
în 2012 , "Shot" feat. T-Killah în 2012 , "Paradise" feat. Sergio Galoyan în 2012 .
- ru  en  Pagina oficială lui t.A.T.u. Arhivat în 22 ianuarie 2007, la Wayback Machine.

Pagina oficială Lena Katina  Arhivat în 30 ianuarie 2013, la Wayback Machine.
1. ↑  „Lena Katina”, Internet Movie Database, accesat în 9 ianuarie 2016